# Хейз, Скотт
Скотт Хейз (англ. Scott Haze; род. (28 июня 1993, Даллас) — американский актёр и режиссёр.

## Биография
Его главная роль была в фильме 2013 года «Дитя божье», где он сыграл роль Лестера Балларда. Фильм рассказывает историю жизни Лестера Балларда, молодого человека, изгоя общества, который постепенно опускается на социальное дно и деградирует до такой степени, что поселяется в пещере и становится маньяком-некрофилом. Для подготовки к этой роли актер провел три месяца, живя в горах Теннесси.
Хейз снимался также в таких фильмах, как «Спасибо за службу», «Особый полуночный выпуск» и «Только храбрые». Его режиссёрский дебют — «Малли», документальный фильм об африканском гуманитарном деятеле Чарльзе Малли, был показан в кинотеатрах 3 октября 2017 года.
В 2018 году сыграл Роланда Триса в фильме «Веном».
В 2020 году сыграл в фильме «Минари», за роль в котором был номинирован на премию Gold Derby Awards и премию Гильдии киноактёров США в категории «Лучший актёрский ансамбль».
Хейз также владеет театром The Sherry Theater в Северном Голливуде, и является художественным соруководителем и основателем театральной труппы Rattlestick West.